# بول مارشال
بول مارشال (بالإنجليزية: Paule Marshall)‏ (9 أبريل 1929، بروكلين في الولايات المتحدة - 12 أغسطس 2019، ريتشموند في الولايات المتحدة)؛ كاتِبة وروائية أمريكية. درست في كلية بروكلين.

## الجوائز
- الجوائز الأميركية للكتاب

## روابط خارجية
- بول مارشال على موقع الموسوعة البريطانية (الإنجليزية)
- بول مارشال على موقع إن إن دي بي (الإنجليزية)